# Konaandoofu
Konaandoofu ist eine kleine Insel von Somalia. Sie gehört politisch zu Jubaland und geographisch zu den Bajuni-Inseln, einer Kette von Koralleninseln (Barriereinseln), welche sich von Kismaayo im Norden über 100 Kilometer bis zum Raas Kaambooni nahe der kenianischen Grenze erstreckt.

## Geographie
Die langgezogene Insel liegt in einem Bereich, welcher eher durch verschiedene Kaps (Ras) gegliedert ist (Raas Sheeka Lasaay – N; Raas Warafoole – S). Sie ist die Verlängerung von Ras Sheeka Lasaay. Nach Norden schließt sich Niyaarwo an und nach Süden Joondho.

## Klima
Als Klima herrscht heißes Steppenklima mit Monsuneinfluss.